# Quarta Internacional Posadista
A Quarta Internacional Posadista é um organização politica trotskista internacional. Foi fundada em 1962 por Posadas, que fora o líder do Bureau Latino Americano da Quarta Internacional na década de 1950, e do  Partido Socialista Revolucionário (PSR) seção da Quarta Internacional na Argentina.
O Posadismo como ideologia, se apóia no potencial da revolução nas semi-colonias, tinha uma teoria sobre a guerra nuclear e era entusiasta da exploração do espaço pela União Soviética  e pela República Popular da China, tem uma preocupação esotérica de harmonização e a relação do homem com a terra, a natureza e com o cosmos, com base em uma metodologia original de análise da cultura da classe trabalhadora desenvolvido por Posadas.
Alguns detratores fizeram alegações de que as Posadistas acreditam em uma doutrina nova era baseada em uma milenar crença em OVNIs provenientes de um futuro socialista ou de um planeta socialista alienígena. E que experimentos científicos envolvendo golfinhos e parto na água também são temas populares entre os seguidores de Posadas , no entanto a seção colombiana da Internacional Posadista nega isso como uma tentativa da midia colombiana para nos difamar.
Quando ocorreu a divisão da Quarta Internacional em 1953 Posadas e seus seguidores ficaram do lado de Michel Pablo e do Secretariado Internacional da Quarta Internacional (SI). Os Posadistas começaram a discutir com a maioria do SI em 1959 sobre a questão da guerra nuclear com Posadas sendo um defensor de como, segundo ele, isso iria destruir o capitalismo e limpar o caminho para o socialismo.
Os Posadistas romperam com o SI em 1962 para formar a Quarta Internacional (Posadista). O grupo teve um papel relevante em vários países, particularmente entre os trabalhadores ferroviários em Cuba , os trabalhadores das minas de estanho na Bolívia e entre os trabalhadores rurais das Ligas Camponesas no Brasil. No seu auge na década de 1960 os Posadistas tinham cerca de 1.000 membros no mundo inteiro.
Havia um grupo Posadista significativo em Cuba . Os guerrilheiros posadistas lutaram ao lado de Fidel Castro e Che Guevara na revolução de 1959 . Quando os Posadistas romperam com a SI em 1962 levaram junto a seção cubana com eles.
O grupo Posadista foi acusado pelas forças soviéticas em Cuba de forçar o governo cubano expulsar à força a base militar americana na Baía de Guantánamo e de tentar organizar os trabalhadores na cidade de Guantánamo a marchar sobre a base militar. Isso foi tomado como uma justificativa pelo governo para impor uma proibição sobre eles, Castro denunciou sua influência como "pestilenta" no Congresso Tricontinental, realizado em janeiro de 1966.  Os Posadistas cubanos passaram, a acusar Castro pela morte de Guevara afirmando que não apoiara o suficiente a guerrilha na Bolívia. Depois que Guevara foi executado pelas autoridades bolivianas, Posadas alegou em 1967 que Che Guevara não estava realmente morto, mas estava sendo mantido na prisão pelo governo de Castro.
Na década de 1960  os Posadistas tornaram-se cada vez mais interessado em OVNIs, alegando que eram evidências do socialismo em outros planetas. O movimento tornou-se cada vez mais esotérica e partidária da da Nova Era.  O Movimento Posadista foi recuando até a morte Posadas em 1981, depois disso em grande parte do movimento entrou em colapso.
A Quarta Internacional Posadista afirma que os seguintes partidos são membros. Não se sabe quantas dessas organizações ainda existem ou quantos membros elas têm. No entanto, é improvável que haja mais do que uma centena de membros do Movimento Posadista em todo o mundo.
- Argentina - Partido Operário Revolucionário - Posadista (Partido Obrero Revolucionário - Posadista)
- Bélgica - Partido Operário Revolucionário - Trotskista (Parti Ouvrier Revolutionnaire - Trotskiste)
- Bolívia - Partido dos Trabalhadores Revolucionária (trotskista Posadist) (Partido Obrero Revolucionário (Trotskista Posadista))
- Brasil - Movimento 26 de Julho (Trotskista-Posadista), corrente do Partido dos Trabalhadores) (Movimiento 25 de Julio (Trotskista-Posadista), corriente de Partido de los Trabajadores)
- Grã-Bretanha - Partido Operário Revolucionário (trotskista) (Revolutionary Workers Party (Trotskyist))[3]
- Chile - Partido Operário Revolucionário (Posadista) (Partido Obrero Revolucionário (Posadista))
- Colômbia -  Partido Operário Trotskista Posadista (Partido Obrero Trotskista Posadista)
- França - Partido Comunista Revolucionário (Trotskista) (Parti Communiste Revolutionnaire (Trotskyiste))
- Grécia - Partido  Revolucionário Comunista Posadistas (Epanastatiko Kommounistiko Komma-Posadistes)
- Itália - Partido Comunista Revolucionário (Trotskista-Posadista) (Partito Comunista Rivoluzionario (Trotzkista-Posadista))
- Espanha - Partido Operário Revolucionário (Trotskista-Posadista) (Partido Obrero Revolucionário (Trotskista-Posadista))
- Uruguai - Partido Operário Revolucionário (Trotskista-Posadista)(Partido Obrero Revolucionário (Trotskista-Posadista))
- EUA - Partido Operário Revolucionário (Trotskista-Posadista)(Revolutionary Workers Party (Trotskyist-Posadist))